# Tiaoyuan
Tiaoyuan (kinesiska: 调元镇, 调元) är en köping i Kina. Den ligger i provinsen Sichuan, i den sydvästra delen av landet, omkring 88 kilometer nordost om provinshuvudstaden Chengdu. Antalet invånare är 10 594. Befolkningen består av 5 261 kvinnor och 5 333 män. Barn under 15 år utgör 12,0 %, vuxna 15-64 år 73 %, och äldre över 65 år 14,0 %.
Genomsnittlig årsnederbörd är 1 156 millimeter. Den regnigaste månaden är juli, med i genomsnitt 309 mm nederbörd, och den torraste är december, med 8 mm nederbörd.